# Ophiiulus corsicus
Ophiiulus corsicus är en mångfotingart som beskrevs av Karl Wilhelm Verhoeff 1943. Ophiiulus corsicus ingår i släktet Ophiiulus och familjen kejsardubbelfotingar. Inga underarter finns listade i Catalogue of Life.